# برزی-لو-سک
برزی-لو-سک (به فرانسوی: Berzy-le-Sec) یک کمون در فرانسه است که در ان (ا-دو-فرانس) واقع شده‌است. برزی-لو-سک ۱۱٫۶۹ کیلومتر مربع مساحت دارد ۱۳۳ متر بالاتر از سطح دریا واقع شده‌است.